# Elatostema maguanense
Elatostema maguanense är en nässelväxtart som beskrevs av Wen Tsai Wang. Elatostema maguanense ingår i släktet Elatostema och familjen nässelväxter. Inga underarter finns listade i Catalogue of Life.